# Caccobius auberti
Caccobius auberti là một loài bọ cánh cứng trong họ Bọ hung (Scarabaeidae).